# Лак-Сёль
Лак-Сёль (англ. Lac Seul) — водохранилище в провинции Онтарио в Канаде. Расположено на северо-западе провинции. Одно из больших озёр Канады — площадь водной поверхности 1450 км², общая площадь — 1657 км², седьмое по величине озеро в провинции Онтарио. Высота над уровнем моря 357 метров, колебания уровня озера до 3,5 метра. Сток из озера на запад по рекам Инглиш и Виннипег в озеро Виннипег. Ледостав с ноября по май. В окрестностях озера развита лесная промышленность. Чистая вода и значительные запасы рыбы позволяют развивать рекреационные возможности озера. Объём озера был увеличен благодаря переброске части вод из бассейна реки Олбани, что позволило увеличить выработку электроэнергии ГЭС на реке Инглиш.
Развито спортивное и любительское рыболовство. Специализация: судак и северная щука. Кроме того, ловятся также озёрная форель и малоротый окунь